# Alpint skiløb under vinter-OL 2010 – Kvindernes styrtløb
Kvindernes styrtløb under Vinter-OL 2010 blev afholdt 17. februar 2010 ved Whistler Creekside i Whistler, Canada.

## Resultat Top 10
| Rank | Bib | Name                  | Country  | Time    | Difference |
| ---- | --- | --------------------- | -------- | ------- | ---------- |
| 1    | 16  | Lindsey Vonn          | USA      | 1:44.19 | 0.00       |
| 2    | 10  | Julia Mancuso         | USA      | 1:44.75 | +0.56      |
| 3    | 5   | Elisabeth Görgl       | Østrig   | 1:45.65 | +1.46      |
| 4    | 14  | Andrea Fischbacher    | Østrig   | 1:45.68 | +1.49      |
| 5    | 18  | Fabienne Suter        | Schweiz  | 1:46.17 | +1.98      |
| 6    | 6   | Britt Janyk           | Canada   | 1:46.21 | +2.02      |
| 7    | 15  | Marie Marchand-Arvier | Frankrig | 1:46.22 | +2.03      |
| 8    | 22  | Maria Riesch          | Tyskland | 1:46.26 | +2.07      |
| 9    | 7   | Lucia Recchia         | Italien  | 1:46.50 | +2.31      |
| 10   | 27  | Gina Stechert         | Tyskland | 1:46.93 | +2.74      |

## Ekstern Henvisning
- Vinter-OL 2010: Kvindernes styrtløb – Det fulde resultat[http://web.archive.org/web/20100408203108/http://www.vancouver2010.com/Arkiveret+8.+april+2010+hos++Wayback+Machineolympic-alpine-skiing/schedule-and-results/ladies-downhill_asw010101BI.html Vinter-OL 2010: Kvindernes styrtløb – Det fulde resultat], fra http://www.vancouver2010.com/ Arkiveret 25. oktober 2009 hos  Wayback Machine; hentet 18-02-2010.